# فرودگاه سوت نکنک
فرودگاه سوت نکنک (به انگلیسی: South Naknek Airport) (به زبان بومی: South Naknek Nr 2 Airport) یک فرودگاه همگانی بهره‌برداری هوایی با کد یاتا WSN است که یک باند فرود شن دارد و طول باند آن ۶۹۰ متر است. این فرودگاه در کشور ایالات متحده آمریکا قرار دارد و در ارتفاع ۴۹ متری از سطح دریا واقع شده است.